# 南京大轟炸
南京大轟炸（或稱南京空中保衛戰、南京保卫战空战）是指日本海軍於1937年8月15日至12月13日對中國首都南京市進行的一系列轟炸，以及中國空軍與地面防空部隊相應的反空襲作戰，本次行動是繼第一次世界大戰德軍越過英吉利海峽空襲倫敦後軍事史上第一次進行的越洋轟炸行動，因轟炸期間日軍曾不分軍民目標進行無差別轟炸，被指控違反國際法，部份學者也主張本次行動為南京大屠殺的一部分。

## 背景

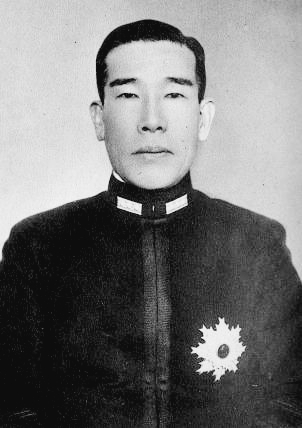
日軍第三艦隊司令長谷川清，南京轟炸計畫的制定者與執行者

日軍早在中日戰爭全面爆發前便有過在1931年「九一八事變」中轟炸錦州、1932年「一二八事變」中轟炸上海等對華空襲的先例，而以航空兵轟炸中國首都南京的構想則和陸海軍軍種對立以及海軍內部勢力的消長有所關聯。日本海軍內部，就未來戰爭兵種主力而分成重視戰艦的「艦隊派」與重視航空兵的「航空主兵派」，雙方呈對立之勢且皆欲挑起對華戰爭。「艦隊派」為對抗在「九一八事變」中獲得臨時軍費的陸軍，欲於海軍控制範圍的中國華南和華中地區挑動戰爭，以獲得海軍的臨時預算，而「航空主兵派」同樣希望盡快發生戰事，將航空兵投入實戰以證明自身價值，尤其是急著投入新研製的九六式陸上攻擊機，「航空主兵派」領袖山本五十六在1934年便曾對青年軍官說：「要想改變那些頑固的艦炮主義者，只有拿出航空戰的成績來。」
1936年9月3日，中國廣西北海地區發生日本僑民被中國人殺害的事件，是為「北海事件」，由此開始一連串日本海軍挑起的戰爭危機，日本海軍迅速調集包括航空兵在內的兵力準備實施大規模作戰，第三艦隊司令及川古志郎於9月15日將派遣至北海及海口的艦船編成「第三艦隊南派遣隊」，軍令部也於同日要求中國國民政府全面禁止排日行為，若不從即佔領北海與海南島，日軍派遣包括4架大型陸基攻擊機和6架九六式的木更津海軍航空隊也進駐台灣屏東陸軍機場，準備對中國實施越洋轟炸。然而陸軍反對海軍實施在中國全境作戰的計畫，海軍在沒有陸軍的配合下也無意將戰事擴大，終使該事件和平落幕，而進駐屏東的航空隊則在當地從事越洋轟炸的訓練，並在之後被編為第十一航空隊。9月23日晚，就在「北海事件」已平息時，上海又發生了日本水兵被中國人射殺，造成一死兩傷的事件。軍令部決定藉此事件對中國實施強硬措施，命令第十一航空隊（4架大型陸基攻擊機、6架九六式、12架戰鬥機）前往臺北集中，並同時對上海租借地一帶的公大機場進行改造、供機隊進駐。9月26日，日本海軍軍令部與海軍省制定了《對華時局處理方針》，其內容之一便是在「得不到承諾」的情況下，由海軍對華中、華南的機場和主要軍事設施進行轟炸。然而陸軍否決出兵計畫，使海軍挑起戰爭的意圖再度失敗。然而1937年1月8日，日本海軍還是根據上述方針做出佈署，要求第十一、第十二、第十三航空隊做好出擊準備、同時也要使台北、濟州和公大機場能保持在可應急出擊的狀態。
1937年7月7日，中國華北發生「盧溝橋事件」，中日軍隊爆發武裝衝突。7月16日，日本海軍第三艦隊新司令長谷川清中將便向軍令部提交計畫，指出作戰目的之應從原先「懲罰」第29軍（「盧溝橋事件」中的中國軍隊）轉為「懲罰」中國，要求擴大戰事範圍與目標，並親自制定對中國首都南京的轟炸計畫，宣稱要「對南京的政治、軍事、經濟等諸多機關實現制空權下的轟炸」。日本陸軍參謀本部以武藤章和田中新一為首的「戰事擴大派」則希望以本次事件完成華北分離工作，令近衛內閣認可陸軍出兵華北，而以石原莞尔為首的不擴大派，利用天皇也想早日解決戰事的心態，促成中日雙方於8月9日在上海進行停戰談判。此前一直沒有陸軍支持的日本海軍則為延續戰事，意圖破壞談判，派遣了「上海海軍特別陸戰隊」隊長大山勇夫前往中方控制的上海虹橋機場警戒線內尋釁，遭中國守軍射殺，製造了「虹桥机场事件」（日本方面稱「大山事件」），從而使日本國內輿論嘩然，高呼「暴支膺惩」。8月13日，「上海特別陸戰隊」對中國守軍發動攻擊，引發「八一三戰役」（日本方面稱「第二次上海事變」），也是中日戰火自華北蔓延至華中之始。當晚，日本海軍大臣米內光政在臨時閣僚會議上強硬要求陸軍向上海方面增兵。隔日，米內再度促使近衛內閣發布「暴支膺懲」的政府聲明：「為了懲罰中國軍隊之暴戾，促使南京政府之覺醒」，不得不採取「斷然措施」，由此開始兩國的全面戰爭。

## 雙方的計畫與戰備

### 日本

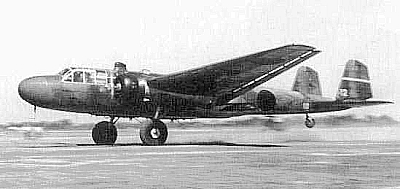
一架的九六式陸上攻擊機，該機為日本海軍航空兵前期空襲南京的主力，另有「中攻」的別稱。

日本陸海軍擁有各自的航空部隊，其用兵思想也略有不同，陸軍的「飛行戰隊」功能傾向支援地面部隊，海軍則類似制空權理論，謀求奪取制空權和轟炸重要目標，兩軍為協調對華作戰於7月11日簽署《關於華北作戰的陸海軍航空協定》，規範重點摧毀中國空軍，華北戰區由陸軍航空兵為主，而在華東、華南戰區因缺乏陸上機場，由海軍航空兵負責，華中則由陸海兩軍協同作戰。日本海軍根據此協定於同日下令特別編成「特設航空隊」，由第一（由木更津、鹿屋海軍航空隊組成）、第二聯合航空隊（由第十二、第十三航空隊組成）兩個聯合航空隊組成。日本海軍還投入第二十一、第二十二航空隊兩個水上飛機航空隊、聯合艦隊下航空母艦「龍驤號」、「鳳翔號」的第一航空戰隊以及「加賀號」的第二航空戰隊、第十二戰隊、第八戰隊和第三艦隊所屬的水上飛機等等。
7月28日，日軍海軍航空兵被編入艦隊序列，其中負責華中作戰的第一聯合航空隊與第二十二航空隊被編入由長谷川指揮的第三艦隊下，不久，「龍驤號」與「鳳翔號」的第一航空戰隊同樣編入第三艦隊，能搭載水上飛機的「神威號」水上機母艦也駛入上海附近水域。7月29日，日軍第三艦隊制定了航空作戰的方針和佈署，目標為開戰首日先發制人突襲中國空軍，攻擊目標從南昌、南京、句容、蚌埠、廣德、杭州等中國空軍集結重點地中選擇，其中南京不僅當地有大校場機場、明故宮機場、指揮機構和政府機關等戰略中樞，日軍也希望透過對身為中國首都的該城施行戰略轟炸能摧毀中國的長期戰爭能力、打擊中國政府和人民的抗戰意志，轟炸南京的任務預計由木更津海軍航空隊執行，該部隊於8月8日11點進駐大村基地待命。8月12日，日本海軍分別再命令佐世保的「龍驤號」、「鳳翔號」、駐朝鮮的「加賀號」均歸第三艦隊指揮，集結於上海東部約135公里的馬鞍列島水域。
8月13日，上海爆發淞滬會戰，當天晚上長谷川便安排明日（14日）將發動空襲的命令，由第二空襲部隊（即第二航空戰隊）轟炸南京、廣德、杭州。8月14日，日軍第三艦隊旗艦「出雲號」裝甲巡洋艦被中國空軍機群攻擊、其海軍航空兵又在當日的「八一四空戰」中大敗，長谷川雖於10點40分要求下屬部隊立即攻擊多數機場、消滅中國空軍，但由於此時中國東海有颱風朝東北偏北方向移動，航空母艦無法起降艦載機，越洋轟炸也有相當風險，長谷川不得不於14點30分宣佈暫停轟炸行動，但也進一步確認了要大規模轟炸中國空軍基地、消滅中國空軍的目標。當晚，長谷川獲悉南京約停有中國空軍9架戰鬥機、30架偵察機、南昌停有戰鬥機40架、偵察機7架和部份轟炸機，決定於15日全力轟炸南京、南昌、杭州和虹橋機場，同樣由木更津海軍航空隊負責轟炸南京。
| 盧溝橋事件後日軍航空部隊的集結情況 | 盧溝橋事件後日軍航空部隊的集結情況 | 盧溝橋事件後日軍航空部隊的集結情況 | 盧溝橋事件後日軍航空部隊的集結情況                   | 盧溝橋事件後日軍航空部隊的集結情況 | 盧溝橋事件後日軍航空部隊的集結情況 | 盧溝橋事件後日軍航空部隊的集結情況 |
| 航空單位（司令）                   | 航空單位（司令）                   | 原部隊                             | 裝備機型                                             | 編成日                             | 待機地                             | 預定駐進地                         |
| ---------------------------------- | ---------------------------------- | ---------------------------------- | ---------------------------------------------------- | ---------------------------------- | ---------------------------------- | ---------------------------------- |
| 第一聯合航空隊（戶塚道太郎）       | 木更津海軍航空隊（竹中龍造）       | –                                  | 九六式陸攻20架                                       | 7月13日                            | 木更津                             | 先大村後濟州島                     |
| 第一聯合航空隊（戶塚道太郎）       | 鹿屋海軍航空隊（石井藝江）         | –                                  | 九五式艦戰12架、九六式陸攻18架                       | 7月13日                            | 鹿屋                               | 台北                               |
| 第二聯合航空隊（三並貞三）         | 第十二航空隊（今村脩）             | 佐伯海軍航空隊                     | 九四艦爆12架、九零艦戰6架、九五艦戰6架、九二艦攻12架 | 7月15日                            | 佐伯                               | 周水子                             |
| 第二聯合航空隊（三並貞三）         | 第十三航空隊（千田貞敏）           | 大村海軍航空隊                     | 九零艦戰6架、九六艦戰6架、九六艦爆18架、運輸機1架    | 7月15日                            | 大村                               | 周水子                             |
| 第二十一航空隊（長谷川喜一）       | 第二十一航空隊（長谷川喜一）       | 吳海軍航空隊                       | 九五式水上飛機6架                                    | 7月12日                            | 吳                                 | 華北                               |
| 第二十二航空隊（宗雪新之助）       | 第二十二航空隊（宗雪新之助）       | 佐世保海軍航空隊                   | 九五式水上飛機6架                                    | 7月13日                            | 佐世保                             | 華中、華南                         |
| 第一航空戰隊（高須四郎）           | 第一航空戰隊（高須四郎）           | 龍驤號航空母艦、鳳翔號航空母艦     | 艦戰21架、艦爆12架、艦攻9架                          | –                                  | ?                                  | 馬鞍群島                           |
| 第二航空戰隊（堀江六郎）           | 第二航空戰隊（堀江六郎）           | 加賀號航空母艦                     | 艦戰12架、艦爆12架、艦攻18架                         | –                                  | ?                                  | 馬鞍群島                           |

### 中國

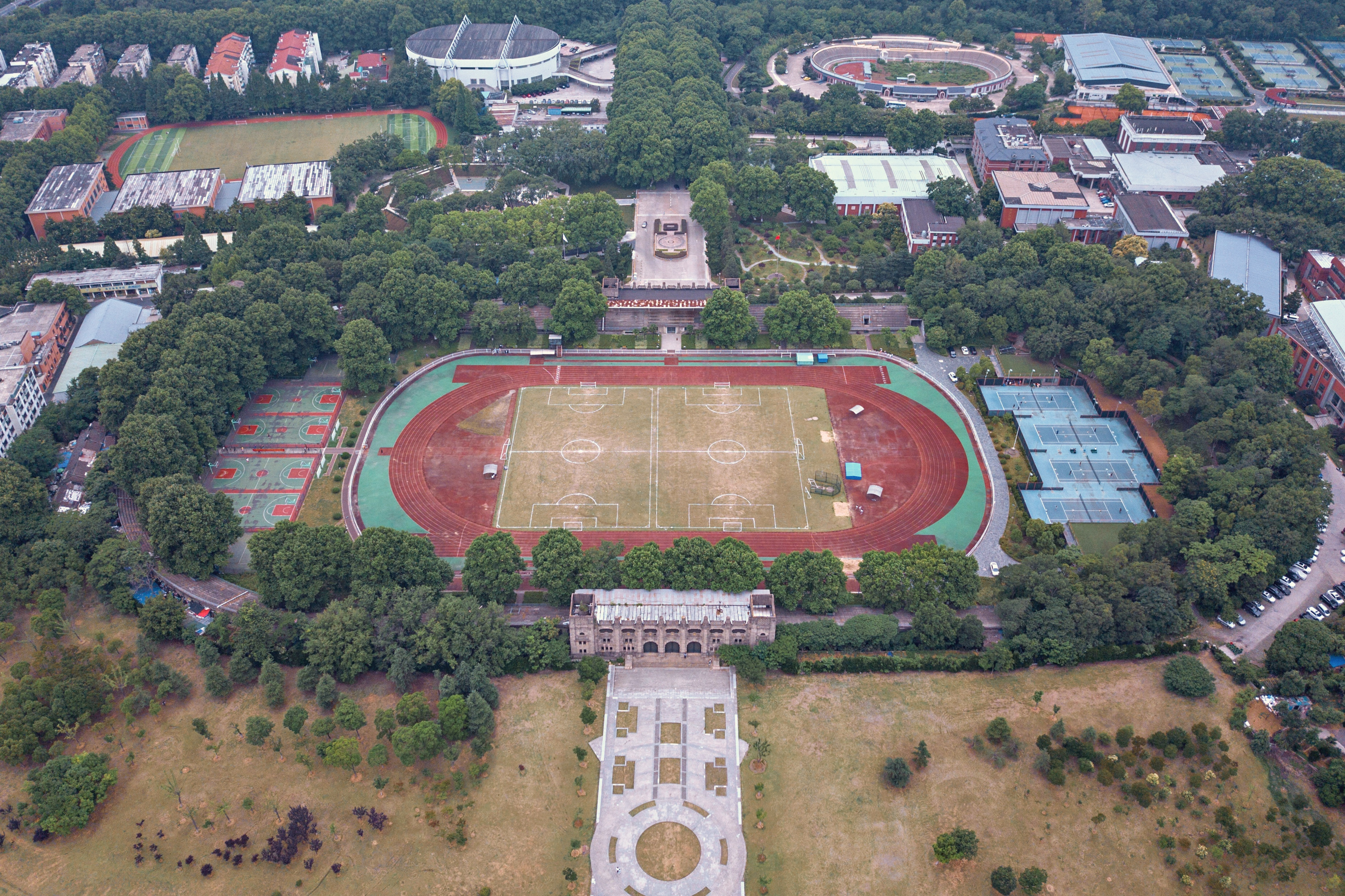
南京中央體育場舊址，在南京防空作戰期間作為中國空軍敵前總指揮所，在京滬地區捕獲的日俘也關押於體育場看台下的房間。

南京是中國最早建設防空系統的城市，其防空計畫始於1931年由國防部參謀本部擬定的《南京防空計畫草案》，但因為當時國民政府忙於剿共，此案制定後並未實施。1932年1月28日，上海又發生了「一二八事變」，事變隔天日軍飛機便轟炸閘北，造成大量人員損失。一時間，日軍即將轟炸首都南京的流言引起大量恐慌，國民政府隨即成立「南京人民自衛指導委員會」，負責領導民間航空，此為南京最早的防空領導機構。1933年8月1日，國民政府軍事委員會在航空署增設防空科，負責推行全國範圍的防空業務，為第一個專門防空機構。1934年8月24日，國民政府軍事委員會成立防空處，負責指導南京的防空建設，下設積極防空、消極防空和防空情報等各科。由於國際局勢的惡化，國民政府積極建設南京的防空計畫，將其分作「積極防空」與「消極防空」兩種策略，前者指以優勢空軍消滅敵空軍，確保空中的安全，後者則是以地面部隊阻止敵軍的空中攻擊，平時也對民眾實施防空組織的訓練。由於中日兩國空軍力量懸殊，中國只得採取以「消極防空」為主的防空策略。
國民政府「消極防空」的核心是「南京市防護團」與高射炮部隊，指揮部則為1937年7月23日成立、直屬於軍事委員會的「首都防空司令部」，由首都警備司令谷正倫兼任首都防空司令、防空學校校長黃鎮球與首都警察廳廳長王固磐兼任副司令。「南京市防護團」負責防空警報、消防、防毒、交通管制、救護和向市民宣導防空知識等業務，截至1937年日軍轟炸前編有13個區團，共81個分團、736個班、總計13,641人。高射炮部隊則建立於1935年2月，組建時間晚，帳面計畫上將於南京佈署高射炮一營又一連（高射炮16門）、照測連一連又一排（空照燈16具、測音機16具）、高射機關炮一營（高射機關炮18挺），但這些裝備都需要進口，數量極少。其他「消極防空」所需的避難所、防空洞等設施也嚴重準備不足。除了裝備與建設稀少外，當時的中國整體封閉落後，即使是作為首都的南京也有近一半的常住人口為文盲，1936年南京總人口也只有3.36％擁有大學以上學歷，大多知識貧乏、嚴重缺乏防空意識，儘管在1934年與1935年曾緊急籌辦諸如防空宣傳週、防空展覽會、防空演習等教育活動，但成效非常有限，大部份民眾對防空仍沒有多少認識，根據1937年8月16日的《申報》記錄，日機空襲時，「全城已鳴警號，首都軍民從未見過空襲，故未見其危險。當空戰進行之際，眾猶談笑道中。」
「積極防空」，也就是中華民國空軍方面，全國共346架飛機，納入作戰編制的僅296架飛機，與日本海軍航空兵擁有的278架艦載飛機、567架陸基飛機和200架各型後備機相比有相當的差距。中國空軍駐於南京的部隊為第6大隊（大隊長陳栖霞）的第3、4、5、15中隊，共有戰鬥機（或稱驅逐機）9架、轟炸機34架、教練機2架、運輸機數架。南京附近的則有：句容的第3大隊（大隊長蔣其炎）下轄第7、8、17中隊，有戰鬥機26架；蚌埠的第9大隊（大隊長劉超然）下轄第26、27中隊，共有攻擊機20架；杭州中央航校（筧橋航校）暫編大隊（大隊長陳有維）第32、34、35中隊，有戰鬥機、轟炸機、偵察機各9架，8月13日淞滬會戰開始後又從河南周口與江西南昌分別抽調第4（大隊長高志航）、第5大隊（大隊長丁紀徐）抽到杭州與揚州，與南京構成聯合防禦態勢。空軍敵前總指揮所設置於南京中山門外的中央體育場，指揮官為周至柔，副指揮官毛邦初，總顧問為美國人陳納德。中國空軍同樣存在諸多問題，如因為戰況需要和器材缺乏，空軍士兵訓練時間過短，遠不能達到其預定要求。飛行員也因為該軍種在創建之初被分配到的主要任務是轟炸中共的地面部隊，欠缺在防空作戰中與敵機纏鬥空戰的經驗，抗戰初期其中央也是輕視取得制空權的重要性，一昧強調以轟炸機打擊日本海軍，阻止日軍在中國沿海登陸，被認為是犯下一大戰略錯誤。

## 轟炸經緯
日軍自1937年8月15日至12月13日對南京進行為時4個月的轟炸，大致可分成三個階段：一、8月15日至9月上旬，以轟炸配合淞滬的地面作戰和消耗中方空軍實力、獲得制空權；二、9月中旬至10月下旬，重點攻擊軍事設施、黨政軍辦公場所和公用設施，意圖製造恐慌，打擊中國的抗戰意志；三、11月下旬至12月13日，配合地面部隊進攻南京。

### 第一階段（1937年8月15日至9月18日）

#### 日軍轟炸機群受挫

日軍8月15日首次執行的「越洋轟炸」示意圖。

1937年8月15日上午5點30分，日軍機動部隊前至馬鞍群島，儘管天氣惡劣、海浪顛簸使「鳳翔號」與「龍驤號」無法起降艦載機，但重達3萬噸的艦隊航空母艦「加賀號」不受其影響，起飛16架九四式艦上轟炸機、16架八九式艦上攻擊機和13架九六式艦上攻擊機，分別將轟炸蘇州、廣德和南京，但因為對中國內陸不熟悉與烏雲妨礙識別的緣故，九六式轟炸機隊於10點（一說11點30分）逐次返回航空母艦。
同日上午9點10分，日本海軍木更津航空隊的20架（一說22架）九六式陸上攻擊機由林田如虎少佐率領，自日本九州長崎附近的大村基地起飛，經過5個小時的飛行後，除4架飛機於蘇州遭到中國空軍的攔截而沖散外，其餘16架日機於下午2點50分飛臨南京上空。然而日軍在通過蘇州時即被南京防空司令部獲悉，後者隨即下令駐南京第3、第5大隊戒備，準備迎擊日機，之後第4大隊和筧橋航校的暫編大隊也接獲空襲警報，率先從各自機場起飛截擊日軍，黃新銳上尉分隊長最先發現日機，隨即開火擊落由吉田中尉率領的第5小隊4號機，而這也是南京戰役第一架被擊落的日機。中國空軍共13架飛機迎擊、高射炮也一併開火，日機飛至南京市區對明故宮機場、大校場機場等軍事設施和八府塘、第一公園、大行宮、新街口等商業和人口密集區進行轟炸及掃射，之後有鑑於偷襲失敗，且油料不足飛越黃海至日本本土，林田決定飛往朝鮮的濟州島基地，後於當晚7點20分抵達。8月15日的轟炸是日本首次空襲南京的行動，但首次出擊木更津航空隊便已損失過半，共4機被擊落、9機受損，曹長渡邊勇等30名飛行員也陣亡，而中國空軍僅受損5架飛機。日軍轟炸的成果也僅成功投彈7枚，造成數十名中國軍民傷亡，但日方對外仍將本次行動以「渡洋轟炸的壯舉」、「鐵錨象徵的長征」宣傳之，而對飛機被擊落的失敗隻字不提，其他中外人士則對日軍違反國際法、對平民密集區進行轟炸行動予以譴責。

由於「八一四空戰」與15日空襲行動的失敗，日軍於16日再次派遣20餘架飛機空襲中國各地，首戰挫敗的木更津航空隊則因天候不佳而未參與對南京的行動，轉而襲擊蘇州機場。早上7點40分，新田慎一中尉率領鹿屋航空隊的6架九六式陸攻自台灣松山機場起飛，目標是轟炸南京鄰近的句容機場。10點55分，新田機群飛抵句容。由於當天雲層很低，中國防空情報網路並未發現日機，直到該機群已臨近機場上空時駐守當地的國軍第3、第5大隊才得到通報，並迅速起飛截擊。連同第二波由石大尉率領前去轟炸揚州機場的7架九六式陸攻，日軍在16日於南京、句容、揚州共折損3架飛機，23名飛行員陣亡，而若將8月14日的空戰計入，14日至16日這三天的空戰中日軍「第一聯合航空隊」新型的38架九六式陸攻共損失了18架。究其原因，中國空軍主力戰鬥機——霍克III戰鬥機遠比九六式艦攻更適合執行空戰任務，前者時速可達362公里，後者最快也僅278公里，本身也過於脆弱，以至於木更津航空隊提交報告指出其問題：
敵南京附近的防空設施出乎意料的完備……應認識到，此次斷然實施低空轟炸……是用大型飛機攻擊的，但此舉並不能常用。必須銘記，此種飛機的性能，在實際戰鬥中按最高速在150節上下，與現有的中國戰鬥機相比，其性能極為低劣。此飛機的油箱也經不住敵彈，必須速謀對策。 
 — ——木更津航空隊在空襲南京首日後提交的報告
另外日軍過度輕敵，並未為轟炸機配置戰鬥機護航，國軍飛行員求戰心切也是其原因之一。此外，日軍對南京的空襲也波及到外國駐於當地的各個機構，多名西方國家外交官和僑民也受傷，據日本駐南京使館參事官日高信六郎的報告，日軍甚至連自己本國的大使館也攻擊。

#### 轉向夜間轟炸
8月19日，因日本海軍破譯中國空軍部份密碼，得知後者將戰鬥機集中於南京附近，決定再度對當地展開空襲，一共襲擊兩次，第一次於下午1點30分由森、石大尉指揮的鹿屋航空隊7架攻擊機轟炸南京兵工廠、火藥廠，引發大火，而國軍飛機予以截擊，擊落一架日機。同日晚上8點，木更津航空隊的林田、平本少佐又率14架攻擊機轟炸參謀本部、陸軍軍官學校、大校場機場等處，部份炸彈也落到附近村莊，造成數名村民傷亡，而這次全機返回。有鑑於白天空襲損失較大、19日的夜間空襲較為順利，加上南京方面的防空設施頗有成效，日軍決定停止白天空襲，只進行夜間轟炸行動，轟炸方式也改為3000公尺以上的超高轟炸。
8月21日下午，第一聯合航空隊司令戶塚道太郎接獲第三艦隊情報稱國軍飛機正在揚州、安慶、南京集中，而當天清晨其戰鬥機、轟炸機12架來襲上海，且其已預知到日軍將展開空襲。戶塚因此於22日上午下令木更津航空隊轟炸南京中央黨部、鹿屋航空隊攻擊南昌機場，而攻擊時機由司令指定。但戶塚隨後又接獲海軍中央來電獲悉中央黨部已轉移，且該地靠近外國大、公使館，希望取消襲擊。木更津航空隊的目標因此改為兵工廠和新機場。22日晚上9點30分、23日凌晨1點30分，木更津航空隊各派出3架轟炸機分為兩次出擊，在夜間轟炸了南京大校場機場，但因為當地探照燈的干擾沒能準確瞄準，最後全機返回基地，鹿屋航空隊則因為台北天氣不良取消行動。
8月23日晚上6點，戶塚再度命令木更津和鹿屋航空隊於當天晚上以3至4架飛機攻擊南京，但長谷川獲悉國軍轟炸機集中於廣安與廣德，因此命令戶塚將鹿屋航空隊的南京空襲取消，改為24日半夜3點、4點分別轟炸安慶和廣安。木更津航空隊則在23日晚上9點50分出發第一波攻擊隊的2架，於24日凌晨1點轟炸南京警備司令部，但因為誤認目標而未能成功。第二波攻擊隊則因為天氣因素中止。24日上午11點，戶塚收到軍令部情報稱國軍空軍集中於南京，下午1點便命令木更津航空隊於黃昏消滅南京機場的飛機。下午6點，木更津航空隊的6架九六式陸攻於濟州島起飛，於晚上9點30分轟炸大校場機場，並與國軍戰鬥機發生空戰，後者被擊落1架。

#### 歐美列強提出規劃非轟炸區

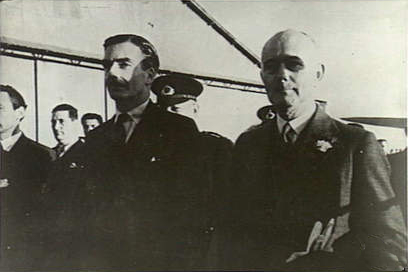
英國駐華大使許閣森（右），其覆蓋英國國旗警示的座車於8月26日在南京通往上海的「京滬國道」上被日本海軍航空兵掃射，身受重傷，但日方對此抵賴和辯駁，力圖將此推為中國軍機所為。

由於日軍轟炸南京頻率漸增，歐美國家認為局勢惡化下去，自身權益將受到更大的損害。因此，英美法德義五國外交代表緊急磋商，由美國駐日大使約瑟夫·格魯代表，於8月23日夜間向日本政府提出在南京市內劃出非轟炸區域的建議，範圍自漢西門，經新街口周圍，沿北極閣城牆，連結長江江岸鐵路聯絡棧橋和從下關（包含其前面的長江）、三汊河回至漢西門，此一區域匯集各國使領館和外國人住宅，下關地區也是外資企業主要活動區域，長江更是列強根據不平等條約具有內河航行權的利益核心。
由於格魯的要求是歐美國家首次提出日軍對自身利益侵害的交涉，日本外務省非常重視，但同時又因為此為軍事問題而不敢自作主張，轉而將此建議發給第三艦隊處，後者強烈反對長谷川於26日凌晨1點通知前線指揮官的戶塚，指出：「有情報顯示南京政府現已動搖，將轉移至中國內地，因此有必要再對南京實施空襲，兵工廠、憲兵司令部等也為預定攻擊目標。」日本政府也稱：「攻擊軍事目標並非無防備的其他目標沒有違反國際法。根據情報，對南京的空襲和對中國主要道路進攻動搖了中國繼續戰鬥的意志，證明只有堅決作戰才能早日解決事變」，換言之日本拒絕五國的非轟炸區建議。
26日凌晨2點，戶塚發布命令，木更津航空隊以8架轟炸機空襲中國憲兵團與航空署、鹿屋航空隊以6架攻擊兵工廠，當天因中國空軍已激烈作戰10天，第4、5大隊飛機損傷嚴重，故兩個大隊建制打亂混編成兩組人，輪流執行任務，而日軍夜襲南京時由第4大隊23中隊中隊長毛贏初、呂基淳分隊長率隊迎擊，憑借日機排氣管中排放的火星追蹤，並擊落至少兩架。值得一提的是，日軍為配合對上海的進攻，進一步從空中強化南京至上海的封鎖，在26日，也就是五國提出建議的當天即發生了日軍於連結上海和南京的京滬國道上對覆蓋英國國旗的英國駐華大使許閣森座車掃射的事件，許閣森本人身受重傷，引發英國政府對日本政府強烈抗議，而後者對此抵賴和辯駁，稱本事件為中國軍機所為。

#### 日軍暫停使用九六式陸攻
27日凌晨1點40分與2點20分，木更津航空隊以各4架一隊轟炸了南京憲兵團，被國軍戰鬥機擊落一架。鹿屋航空隊則在凌晨4點轟炸兵工廠，並全隊完整返航。本日的空襲造成國民政府衛生署、中央大學實驗中學、省立第三醫院、市南居民區、憲兵團駐地、東郊衛崗的遺族學校被炸，燃起多處大火，有500多間房屋被毀，市民被炸死或燒死者達數百人。8月27日的空襲使戶塚再度確認了九六式陸攻油箱脆弱的問題，認為以往國軍使用的7.7公釐或13公釐子彈無法使其著火，但近期似乎開始用燒夷彈或大口徑子彈，造成一發就足以引爆。當天下午5點，海軍軍令部也通令戶塚和第三艦隊參謀長，認為對已有嚴密防禦的南京實施空襲在陸上基地整備後，改以艦轟或是艦戰實施比較有利，若非緊急情況或是能取得更大戰果，希望減少使用九六式陸攻轟炸。之後戶塚也接獲第三艦隊指示，認定目前對南京已取得相當成果，決定暫停攻擊。8月27日，日軍暫時停止了對南京的空襲。
中國空軍方面，儘管在戰事初期持有優勢，但隨著時間過去，其飛行員與飛機都出現極度缺乏的問題，前者每天飛行時間都在八九小時以上，過於疲倦，後者則因為中國缺乏飛機製造能力、沿海又遭日軍封鎖無法進口補充，地面指揮不良也嚴重影響其作戰效率，經常發生日機飛臨機場後才察覺的情況。8月24日即曾發生過六架日機空襲大校場機場時，國軍指揮人員誤以為是自己的飛機，將落地燈開關過一次，進而使日機確認了地面目標。到了9月，日軍因在淞滬戰場取得前進機場，進駐了大量艦載機和陸軍航空隊飛機，使航空實力無論是出擊強度、起飛頻率、飛機數量皆大為增強，加之普遍採用戰鬥機護航的作法，使國軍飛行員損失遽增，航空力量迅速衰減。

### 第二階段（1937年9月19日至11月12日）

#### 日軍取得制空權

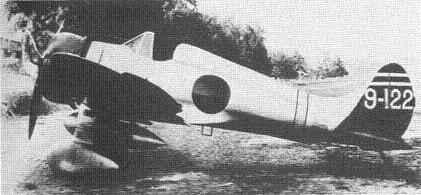
九六式艦上戰鬥機，最高時速450公里，最大續航距離1100公里以上，超過中國空軍的所有飛機，是當時世界上最先進的戰鬥機之一，能為執行遠距離轟炸的攻擊機和轟炸機護航，在其支援下日軍很快便掌握了南京上空的制空權。

9月中旬，長谷川獲悉中國從英取得的9架飛機正在香港九龍裝配中，而蘇聯也有數十架送達南京，可能會在15日對上海發動空襲，因此於14日決定於9月16日以後對南京重啟轟炸，投入部隊為二（第二聯合航空隊：九六式艦戰6架、九六式艦攻12架）、第四（神威號、第二十二航空隊、第八戰隊、川內號：九五式水偵12架）、第五空襲部隊（第二聯合航空隊：九六式艦戰12架、九六式艦轟、九四式艦轟30架），共計72架，由第二聯合航空隊司令三並貞三大佐指揮。空襲計畫為先以由18架九六式艦戰、18架九六式艦轟、九五式水偵12架組成的「制空隊」（由第十三航空隊飛行隊長和田鐵二郎指揮）尋找中國飛機交戰，取得制空權，隨後再以「空中攻擊隊」予以轟炸，後者編成第一（24或30架九六式艦轟，由和田指揮）、第二（九四式艦轟12架、九六式艦戰6架，由田中民至指揮）、第三（九六式艦攻12架、九六式艦戰6架，由「加賀號」的飛行隊長指揮）空中攻擊隊，第二聯合航空隊參謀亦提出於2000至3000公尺高空投彈、盡可能一次投完、不隱藏空襲機群、以引誘已知道九六式戰鬥機性能優越而迴避的中國飛機、轟炸無須直擊而是以使敵人感到恐怖為著眼點等意見。
9月19日當天深夜，國軍因「九一八事件」六週年，集中幾乎所有可用的24架飛機對淞滬的日軍陣地實施突襲，燒毀後者折合約700萬元的大量軍火物資。長谷川為實施報復，決定提前立即實施轟炸，9月19日，日軍實施第一次南京空襲行動，至9月25日為止共實施11次空襲，令中國空軍戰鬥機受到重創，各次行動分列如下（註：中國空軍迎擊的飛機數量、中日空軍交戰結果數據皆取自日本戰後編撰之官方戰史，與其他中文文獻記錄有諸多差異）：
- 9月19日：第一次：投入艦戰12架、艦轟17架、水偵16架，轟炸大校場機場與兵工廠。與40餘架國軍飛機交戰，後者被擊落26架，地面亦有多架被毀，日機則被擊落4架。第二次：投入艦戰10架、艦轟11架、水偵11架，轟炸中國憲兵司令部和警備司令部。與9架以上國軍飛機交戰，後者被擊落7架，國軍飛行員黃居谷、劉熾徽、劉蘭清、戴廣進等人陣亡[72]。另有數間民房被毀，市民約百餘人傷亡。
- 9月20日：第三次：投入艦戰4架、艦轟12架，轟炸國民政府和無線電台。與2架國軍飛機交戰，日機被擊落1架。第四次：投入艦戰2架、艦轟15架、水偵13架，轟炸大校場機場和炮台。與5架國軍飛機交戰，後者被擊落4架。
- 9月22日：第五次：投入艦戰4架、艦轟12架、水偵7架，轟炸航空署、防空委員會。與4至5架國軍戰鬥機交戰。第六次：投入艦戰4架、艦轟14架，轟炸市政府、中央黨部。與約5架國軍飛機交戰，後者被擊落4架，日機被擊落1架。第七次：投入艦戰3架、艦攻6架、艦轟14架、水偵7架，轟炸南京車站。
- 9月25日：第八次：投入艦戰8架、艦轟23架，轟炸電燈廠、市政府、市黨部。日機被防空炮擊中損失2架。第九次：投入艦戰4架、艦攻10架、艦轟9架、水偵6架，轟炸無線電台、財政部。第十次：投入水偵6架，轟炸兵工廠。發現國軍戰鬥機3架，隨即逃入雲中。第十一次：投入艦戰8架、艦轟20架，轟炸車站、軍政部、防空指揮所、自來水廠、中央大學文學院、廣東醫院和哈瓦斯、海通（英语：Trans-Ocean News Service）、合眾三間外國通訊社辦事處。

本次一系列空襲日軍共投入艦戰59架次、艦轟137架次、艦攻27架次、水偵66架次，合計289架次，與國軍70架次交戰，並擊落其中46架（6架不確定），投彈共355枚，計32.3噸，造成相當的破壞。日軍投入當時算是最先進戰鬥機之一的九六式艦戰，而性能落後的國軍飛機在接連不斷的反空襲作戰下損失遽增、實力嚴重削弱，日軍認為本次作戰最大成果便是取得了制空權。

#### 日軍要求第三國撤離南京
長谷川在9月19日發動空襲時，曾向第三國駐華外交機構發出一份通告：
日本海軍航空隊以南京系中國軍事活動之主要根據地，茲為消除中國軍隊之敵對行動，早日結束目前之敵對狀況起見，將於1937年9月21日正午12點以後，對南京城內及附近之中國軍隊，及一切屬於華軍軍事活動及工作之建築，採取轟炸及其他加害手段；在此項襲擊之中，友邦人士之生命和財產安全，自應嚴密注意。惟日本第三艦隊司令長官為避免友邦人士遭受中日敵對行動中萬一之危險記，不得不勸告友邦現在居住南京城內或附近之官員及僑民，採取妥善步驟，自動撤入較安全之地帶。至於長江上之外國軍艦及其他船舶，亦應停泊之下關上游，以免危險。
 — 第三艦隊司令長谷川清
日本駐上海總領事岡本季正也在同日通知各國在上海的總領事，告知日軍將對南京發起大規模空襲。日方認為上述通告為尊重第三國權益的表現，一名日本海軍軍官寫道：「我第三艦隊司令官對南京實施越來越厲害的空襲。前對第三國僑民和中國一般非戰鬥人員發表退避免造成危害的宣告，這在世界航空史上是沒有的。這是日本武士道精華的充分發揮。」然而就國際法論，一國若未向另一國公開宣戰，便無權要求第三國外交使節和僑民從該國中撤走，也沒有權利要求第三國外交機構和外交人員撤離其首都。此外，依照國際慣例，若涉及到外交問題的聲明，理應由國家的外交部門發表，但日本卻因為其本身特有的軍隊—政府二元制外交決策體制，政府無法駕馭其軍隊，導致此一公告是由戰地指揮官的名義發布，顯得這是一份以武力威脅、非常無禮的聲明。
長谷川的聲明使歐美各國迅速做出反應，為日方始料未及的是，此舉反而招致各國強烈的不滿。9月20日，英國駐華代辦賀武與遠東駐軍司令對長谷川的聲明表示拒絕。21日，英國政府對日方提出交涉，指英國軍艦絕不駛離下關、英國大使館與駐友邦外交機構絕不離開南京、若英人生命財產受到損失將保留要求賠償之權利。9月21日，格魯同樣發出美國政府的聲明，宣佈拒絕日方撤離的要求，同樣保留人身財產安全的賠償權利。9月21日與22日，英美法三國再度向日本外務省表達抗議和警告日軍轟炸南京非軍事區的行動。9月22日，與日本於1936年簽署《反共國際協定》的德國同樣也以駐日大使赫伯特·馮·德克森為首，向日本外務省就日軍轟炸南京一事提出抗議。除了各國政府的官方抗議外，民間輿論也對日軍的聲明強烈不滿，如9月24日日本駐英大使吉田茂就在倫敦的寓所被約200名英國民眾包圍示威，後者高呼口號要求其「召回你們的轟炸機」。9月28日，受理中國城市受日本空襲一案的國際聯盟（日本已退出該組織）於第23次諮詢委員會中一致通過對譴責日本的決議，聲明如下：
諮詢委員會緊急討論了日本對中國無防禦城市的轟炸問題，對包括許多兒童在內的人民所遭受的生命損失，表示深切地哀悼。並通過全世界，對這種引起的恐怖和義憤的行動，表示嚴厲的譴責，特鄭重聲明。
不過各國政府與輿論壓力並未使日軍放棄繼續轟炸南京，日本海軍發言人稱：「各國雖向東京提出抗議，但轟炸南京計畫絕不中止」，日本駐華大使館海軍武官本田忠雄少將也對日軍攻擊中國非戰鬥人員的指控也予以否認，聲稱其將「不惜代價保衛中國與外國非戰鬥人員的生命和財產」。

#### 九月底至十月的轟炸
由於日軍認為空襲對南京軍民威嚇的目的已達到，且引起了國際糾紛，在9月下旬11次綿密的空襲行動後，日軍決定縮減轟炸南京的規模和次數，轉而將航空兵力用於淞滬戰場或轟炸漢口、南昌等基地，9月25日，第三艦隊和上海派遣軍訂立協助陸戰的協定。9月底至10月上旬，日軍僅對南京發動三次空襲，分別是9月28日7架戰鬥機和轟炸機、10月6日上午8架戰鬥機和轟炸機以及同日下午10架戰鬥機和轟炸機，6日下午的轟炸中，日軍見無中國空軍抵抗，在投彈後於空中作起特技飛行，國軍第24中隊中隊長劉粹剛見狀怒不可遏，單機起飛與其交戰，並擊落一架日軍轟炸機。
10月12日，日本海軍再度恢復對南京的空襲活動，由第一與第二聯合航空隊擔任轟炸主力，出動戰鬥機與轟炸機共20架，轟炸大校場機場南京火藥廠等處，國軍以7架戰鬥機與之交戰，高志航、黃泮揚各擊落一架日機，但曹芳震的軍機也被日軍擊落陣亡。10月13日，日軍再出動戰鬥機與轟炸機共12架，對南京進行無差別轟炸。10月14日，日軍在上午和下午分別投入12架和10架飛機轟炸南京，國軍第5大隊張韜良與范濤陣亡。10月16日，日軍又派出15架空襲南京大校場機場。10月18日至24日的7天內，日軍動用13、17、24、31、6、11、15架次輪番轟炸南京。之後半個月的時間，日軍將航空兵再度調至上海戰場，南京只在11月11日受到一次日軍7架戰鬥機、9架攻擊機的攻擊。
經過兩個月輾轉於上海和南京兩地的高強度連續作戰，中國空軍戰前的300架作戰飛機已消耗殆盡，至10月22日僅剩81架，其中還有不少是待修的，至11月初，更僅剩不到36架，而反觀日本陸海軍航空隊的飛機仍不斷獲得補充。

### 第三階段（1937年11月13日至12月13日）

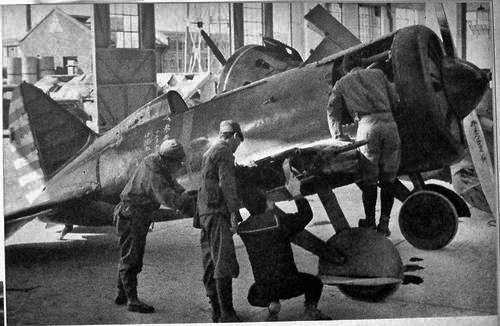
1937年12月22日，日軍在已攻陷的南京正檢查一架蘇製伊-16戰鬥機。

即時緩和中國空軍飛機短缺的是來自蘇聯的援助，自1935年起因為日本的軍事威脅，中蘇關係有所緩和，中國駐蘇大使蔣廷黻就曾於1936年12月15日向蘇聯外交人民委員馬克西姆·馬克西莫維奇·李維諾夫提出購買飛機的問題。「西安事變」後，國共形成「抗日統一戰線」，更促成蘇聯對中國對日抗戰的支持。1937年8月初，中國航空委員會沈德變便前往蘇聯洽談購買飛機的事宜。同月21日，中蘇代表於南京簽訂了《中蘇互不侵犯條約》以及中國從蘇聯購入武器的借款協定。9月14日，中國向蘇聯請求飛機外，還要派遣航空志願隊來華助戰，蘇聯很快便同意派遣1個由31架伊-16戰鬥機組成的戰鬥機大隊（101人）與1個31架SB轟炸機組成的轟炸機大隊（153人）。
在蘇製戰機與其志願隊尚未抵達前，11月中國空軍共出擊10次，空戰5次，擊落日機1架、損失7架。由於飛機和飛行員的缺乏，南京的防空作戰基本交由高射炮部隊，雖給予日軍一定程度的損失，但無力扭轉整體情勢，且日軍在上海的戰事漸歇、兵力西調，陸軍航空隊第三飛行團隨著地面部隊的挺進，加入了轟炸南京的任務。11月15日，日本海軍第一聯合航空隊攻擊機3架、第一航空戰隊攻擊機3架、第二聯合航空隊戰鬥機9架、攻擊機3架，共18架飛機轟炸南京，共1架被擊落。11月22日上午，首批伊-16戰鬥機23架，在蘇軍大隊長普羅科菲耶夫（Г. М. Прокофьева）率領下抵達南京，同日下午，基達林斯基大尉率領由20架SB轟炸機組成的轟炸機大隊抵達南京，當天蘇軍飛機便5次升空作戰，擊落三架日機，自軍損失兩架，蘇軍飛行員安德烈耶夫陣亡。根據中國軍事歷史作家張青松考證，蘇軍航空志願隊首戰日期有三種說法，最常見的說法是第一種：12月1日，而俄羅斯學者的著作提出第二種：11月21日，同日庫爾久莫夫（Kurdyumov）所率領的大隊就在南京以7架伊-16戰鬥機和20架日機交戰，並擊落2架九六式戰鬥機和1架轟炸機，第三種則是11月22日，當天上午普羅科菲耶夫大隊抵達，並在下午參戰，且此說也得到了中方資料的驗證。
11月22、24、25日，日本海軍分別以8、18、14架次轟炸了南京電話局、大校場等地，在22日的空戰中，日軍第十三航空隊宮崎康治空曹與蘇聯飛行員涅日丹諾夫中尉陣亡，涅日丹諾夫是首位在華蘇軍志願隊陣亡者。11月29日，日軍再轟炸南京市附近的溧水，多達1200人被炸死，遭毀的房屋則近5000間。12月2日，日本陸軍獨立飛行第四中隊3架九四式偵察機出擊溧水和南京，但被國軍擊落兩架，飛行編隊指揮竹本守羨大尉等人陣亡。同日，日本海軍第十三航空隊6架戰鬥機、8架攻擊機轟炸大校場機場，中蘇飛機共同將其擊退。12月3日，日軍獨立飛行第十中隊12架戰鬥機、獨立飛行第十一中隊10架輕型轟炸機和海軍第十三航空隊9架戰鬥機、6架轟炸機聯合突襲南京，而中國空軍第21中隊中隊長董明德、副中隊長樂以琴駕駛僅有的兩架飛機同蘇軍航空隊迎擊，由於兵力相差懸殊，樂以琴的飛機終究被日機擊中，被迫跳傘，由於日軍先前有多次開火攻擊跳傘飛行員的前例，樂以琴沒有馬上開傘而任憑其直接墜落，但當他要開傘時已為時已晚，樂以琴因此墜地身亡。
至12月3日，蘇軍航空志願隊宣稱已擊落日機20架，但無力扭轉京滬戰區的局勢發展。12月5日，蘇軍各機接獲命令，自6日晨起不得飛往南京。12月6日，中國航委會下達撤退令，駐於南京的中國空軍與蘇軍航空志願隊陸續撤離至漢口、南昌和廣州。12月7日，蔣中正乘機撤離南京。12月9日，日軍攻入大校場機場。12月12日，日軍已全面包圍南京城，並出動第三艦隊航空隊、第十二、第十三航空隊對南京內陣地和浦口進行轟炸。當天上午，華中方面軍司令部電告常州基地的第二聯合航空隊司令部稱南京上游江面有滿載撤退的中國士兵的商船，請求海軍航空兵攻擊之。12點40分，第十三航空隊隊長村田重治率隊攻擊中國商船隊，在南京上游45公里處發現停泊的美國炮艦「帕奈號」與三艘標準石油公司的商船，隨即俯衝轟炸攻擊之，「帕奈號」中彈沉沒，造成4人死亡、3人重傷、10多人受傷，世稱「帕奈号事件」，儘管日本承認其錯誤，支付了全額賠償金和表示謝罪，此事依舊令美日關係嚴重惡化。12月13日，日軍佔領南京，南京的防空作戰也隨之結束，無法帶走的防空武器裝備則不得不就地摧毀或遺棄。

## 結果

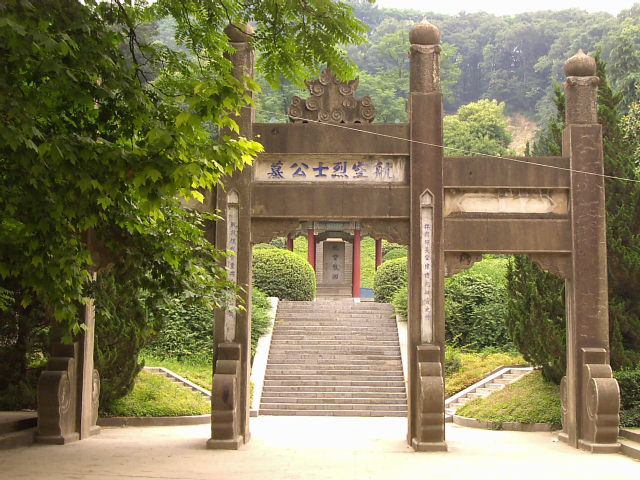
南京航空烈士公墓，在南京為日軍所攻佔前國軍在此埋葬了劉粹剛等24名戰死的飛行員，日軍佔領該城後即對公墓進行破壞。

日軍對南京為時四個月的轟炸造成的傷亡難以估計，根據日軍總部在1937年12月18日發布的公告中稱8月15日至12月13日，日軍共空襲南京50次，參與飛機達800多架，投彈共160噸。日本海軍航空本部教育部長大西瀧治郎則稱日軍共轟炸南京36次，出動飛機600架次，投下約300噸炸彈。日本歷史學家笠原十九司則認為空襲次數應在110次以上。由「南京市地方誌編纂委員會」編撰的《南京人民防空志》中則記錄南京共遭到空襲118次、投彈達1357枚、市民死亡430人、重傷528人，房屋全毀24所、1607間，此統計不僅不完全，還僅指南京城區的普通市民，不包括被炸死或因此受傷的中國軍人以及郊區農民。南京師範大學教授經盛鴻保守估計南京空襲的中國軍民傷亡人數應在3000人以上。
日軍轟炸南京具軍事和政治兩方面的效果，中國人民解放軍海軍指揮學院海軍史館副研究員高曉星認為，日軍對南京轟炸的作用不僅是殺害南京軍民，亦摧毀中國軍隊的防禦力量，包括機場、陣地和武器裝備，從而為之後日軍攻陷南京城創造有利條件。山西大學馬克思主義研究所副教授謝忠強認為此行動除了加速消耗中國本就非常有限的空中力量外，也在一定程度上動搖和打擊國民政府中傾向投降官員的抗戰意志，進一步促成投降主義的蔓延，以日後出任汪精衛政權要職的周佛海為例，該人在日記中記錄大量身在南京時躲避日軍空襲的心理變化，隨著轟炸規模日益增強，周的內心更從恐懼轉為憂慮，為抗戰的前景喪失信心。與其相反的是，南京市民雖在空襲剛開始時一度恐慌，但很快就適應，防空經驗逐漸豐富、應對有方。南京警備司令部還在1937年8月中下旬破獲以黃濬為首、潛藏於行政院等軍政機關、為日軍提供轟炸相關情資的間諜集團，並在8月26日將其18人於雨花台處決。
由於涉及對平民和非軍用設施的轟炸，日軍對南京的空襲被指控為違反國際法的罪行，如違反1907年海牙第四公約《陸戰法規和慣例章程》第25條：「不得以任何方式攻擊或炮擊不設防的城鎮、鄉村或住宅」、第27條「圍攻及炮擊時，凡關於宗教、技藝、學術及慈善事業之建築物、歷史紀念物，病院及病傷者收容所，在當時不供軍事上使用者，務宜盡力保全」以及雖未被批准為國際條約，但實際上已成各國空戰基本依據的1923年《空戰規則草案》。不過在戰後審理日本戰爭罪行的「遠東國際軍事法庭」並未提及日本轟炸非軍事目標、違反戰爭法規一事。在有關抗日戰爭的南京相關的學術研究中，歷史學家通常聚焦於地面戰事與大屠殺，對於大規模、無差別轟炸一事炸往往予以忽略，有關研究也相對薄弱。部份學者認為南京轟炸應歸類為南京大屠殺的一部分，如經盛鴻指出，日軍大規模的空襲是「1937年12月13日日軍攻入南京城內後展開大屠殺的前奏與序幕」，「也可說是日軍南京大屠殺的重要組成部份。」笠原十九司也在著作中指出「（日軍）空襲南京時的犧牲者應包括在南京事件（南京大屠殺）的被屠殺者之中」。日本軍事評論家前田哲男將本次行動稱作「與南京大屠殺並行的大空襲」，美國歷史作家戴維·貝爾加米尼也指出「南京浩劫的可怕佈署始於1937年8月15日」。
南京被日軍攻佔後成為其空軍基地，中國空軍為配合地面作戰，反而自1938年1月即開始對南京的機場投彈。太平洋戰爭後，美國與中國成立「中美空軍混合團」，更加頻繁地轟炸日軍佔領下的南京。1945年8月15日，日本宣佈投降。8月21日，中日雙方洽降人員於芷江會面，國軍新任南京地區空防司令孫桐崗代為投降事宜代表，乘機返回故都南京。9月9日上午9點，中國與侵華日軍於南京原中央陸軍官校大禮堂舉行中國戰區受降典禮。2017年7月6日，中國南京抗日航空烈士纪念馆首次公開南京保衛戰空戰官方檔案。

## 註解
1. ↑  中文文獻記錄9月19日中國空軍共起飛21架飛機迎擊，擊落1架日機、損傷4架[69]，9月20日中國空軍共11架起飛迎擊，擊落2架日機（劉粹剛、樂以琴各1），並損失3機[71]。9月22日的轟炸中，中國空軍起飛12架，擊落日機2架[72]。

## 註腳
1. ↑  經盛鴻（2009年），第60页
2. ↑  經盛鴻（2009年），第56页
3. 1 2 3  笠原十九司（2018年），第94页
4. 1 2 3  南京市地方誌編篡委員會（1994年），第33页
5. ↑  鄢增華（2017年）
6. 1 2  申冉（2017年）
7. 1 2  前田哲男（2015年），第34页
8. 1 2  笠原十九司（2018年），第88-89页
9. ↑  笠原十九司（2018年），第89-90页
10. 1 2  笠原十九司（2018年），第90页
11. ↑  笠原十九司（2018年），第90-91页
12. ↑  唐學鋒（2000年），第104页
13. ↑  經盛鴻（2008年），第21页
14. ↑  笠原十九司（2018年），第91页
15. ↑  王輔（1990年），第583页
16. ↑  馬毓福（2015年），第30-31页
17. ↑  劉忠良（2011年），第11页
18. ↑  趙爽（2018年），第47页
19. ↑  張穎（2018年），第53页
20. ↑  劉忠良（2011年），第12-13页
21. ↑  趙爽（2018年），第45-47页
22. ↑  王輔（1990年），第584页
23. ↑  趙爽（2018年），第48页
24. ↑  劉忠良（2011年），第19页
25. ↑  趙爽（2018年），第51页
26. ↑  趙爽（2018年），第53页
27. ↑  王輔（1990年），第586页
28. ↑  劉忠良（2011年），第11-12页
29. ↑  張憲文（2005年），第104-105页
30. 1 2  朱力揚（2015年），第163页
31. ↑  張國松（2013年），第58页
32. 1 2 3  趙華能（2000年），第11页
33. ↑  張國松（2013年），第61页
34. 1 2 3  張國松（2013年），第60页
35. ↑  張國松（2013年），第63页
36. ↑  張國松（2013年），第62页
37. 1 2  張國松（2013年），第61、72页
38. ↑  唐學鋒（2000年），第86页
39. ↑  唐學鋒（2000年），第68页
40. ↑  唐學鋒（2000年），第84-85页
41. ↑  高曉星（2013年），第32页
42. 1 2  張穎（2018年），第90页
43. ↑  唐學鋒（2000年），第83页
44. ↑  謝忠強（2017年），第85页
45. ↑  周斌 & 鄒新奇（2009年），第16-17页
46. ↑  陳應明（2006年），第55页
47. 1 2  張憲文（2005年），第114页
48. 1 2  馬毓福（2015年），第51页
49. 1 2 3 4 5  高曉星（1998年），第96页
50. 1 2  陳應明（2006年），第56页
51. 1 2 3  陳應明（2006年），第57页
52. ↑  經盛鴻（2008年），第70页
53. ↑  經盛鴻 & 秦軍（2017年），第13页
54. 1 2 3 4 5  高曉星（1998年），第97页
55. ↑  中國人民政治協商會議江蘇省委員會文史資料委員會（1992年），第261页
56. ↑  張憲文（2005年），第112页
57. ↑  張穎（2018年），第79-80页
58. ↑  經盛鴻（2008年），第71页
59. 1 2 3 4  張憲文（2005年），第117页
60. ↑  張憲文（2005年），第119页
61. 1 2 3  張憲文（2005年），第120页
62. 1 2  經盛鴻（2008年），第71-72页
63. 1 2 3 4 5 6 7  張憲文（2005年），第121页
64. 1 2  崔巍（2017年），第51页
65. ↑  陳應明 & 廖新華（2002年），第62页
66. 1 2  張穎（2018年），第80页
67. ↑  張憲文（2005年），第122-123页
68. ↑  張憲文（2005年），第123-125页
69. 1 2  唐學鋒（2000年），第111页
70. ↑  高曉星（1998年），第98-99页
71. ↑  陳應明 & 廖新華（2002年），第63页
72. 1 2  中國人民政治協商會議江蘇省委員會文史資料委員會（1992年），第268页
73. ↑  張憲文（2005年），第125-126页
74. ↑  高曉星（1998年），第100页
75. 1 2  張憲文（2005年），第126页
76. 1 2 3 4 5 6 7 8  高曉星（1998年），第101页
77. ↑  崔巍（2017年），第51-52页
78. 1 2 3 4 5  崔巍（2017年），第52页
79. 1 2 3  經盛鴻（2008年），第73页
80. ↑  崔巍（2017年），第53页
81. ↑  唐學鋒（2000年），第110页
82. ↑  張憲文（2005年），第129页
83. 1 2 3  中國人民政治協商會議江蘇省委員會文史資料委員會（1992年），第269页
84. ↑  朱力揚（2015年），第177页
85. ↑  張青松（2018年），第16页
86. ↑  中國人民政治協商會議江蘇省委員會文史資料委員會（1992年），第270页
87. ↑  唐學鋒（2000年），第121页
88. ↑  張青松（2018年），第6页
89. 1 2 3  中國人民政治協商會議江蘇省委員會文史資料委員會（1992年），第272页
90. 1 2 3 4 5 6 7  高曉星（1998年），第102页
91. ↑  唐學鋒（2000年），第126-127页
92. ↑  張青松（2018年），第17页
93. ↑  張青松（2018年），第18页
94. ↑  中國人民政治協商會議江蘇省委員會文史資料委員會（1992年），第273页
95. 1 2 3 4  張青松（2018年），第22页
96. ↑  笠原十九司（2018年），第94-95页
97. ↑  朱力揚（2015年），第187页
98. ↑  張穎（2018年），第89、91页
99. ↑  趙興勝（1993年），第214页
100. 1 2 3 4  經盛鴻（2008年），第78页
101. ↑  高曉星（1998年），第106页
102. 1 2  謝忠強（2017年），第79页
103. ↑  謝忠強（2017年），第86-87页
104. 1 2  經盛鴻 & 秦軍（2017年），第15页
105. ↑  古琳暉（2013年），第114-115页
106. ↑  謝忠強（2017年），第87页
107. ↑  古琳暉（2013年），第115页
108. ↑  張憲文（2005年），本冊說明
109. ↑  前田哲男（2015年），第35页
110. ↑  經盛鴻（2009年），第52页
111. ↑  南京市地方誌編篡委員會（1994年），第35页
112. ↑  朱力揚（2015年），第328页
113. ↑  朱力揚（2015年），第331页